# Hartley Shawcross

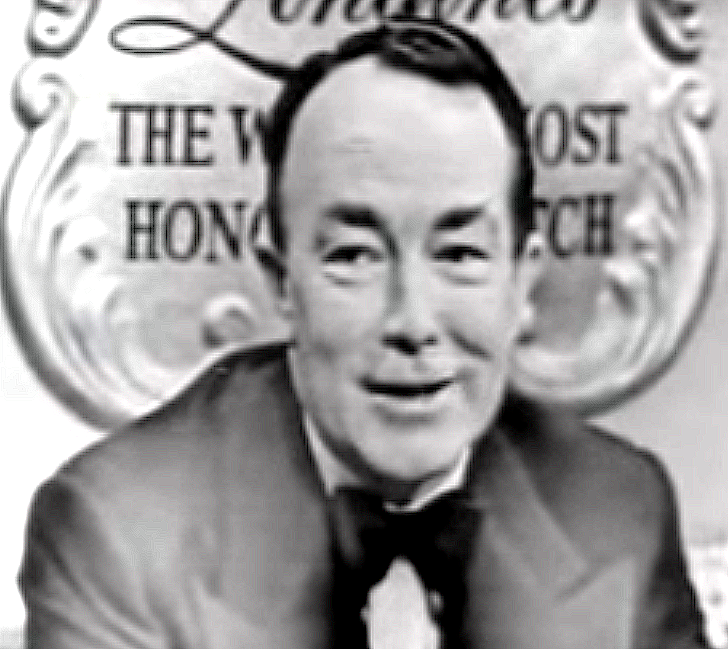
Sir Hartley Shawcross (1954)

Hartley William Shawcross, Baron Shawcross GBE, Kt, PC, KC (* 4. Februar 1902 in Gießen, Großherzogtum Hessen, Deutsches Reich; † 10. Juli 2003 in Cowbeech, East Sussex) war ein britischer Jurist und Politiker der Labour Party. Bekannt als britischer Chefankläger bei den Nürnberger Prozessen, war er darüber hinaus unter anderem Attorney General und Handelsminister des Vereinigten Königreichs.

## Karriere
Shawcross wurde 1902 in Gießen als Sohn des Universitätsprofessors John Shawcross und der Suffragette Hilda Shawcross geboren. Eine seiner Tanten war eine Schwiegertochter des Politikers John Bright. Er wuchs in Sussex auf. Zunächst wurde er von einem Privatlehrer unterricht, danach besuchte er das Dulwich College in Südlondon. Nach seinem Abschluss an der Schule wollte er Mediziner werden und reiste zunächst nach Genf, wo er sein Französisch verbessern wollte. Dort ging er auf die Universität. Dann wollte er nach England zurückkehren, um sich am St Bartholomew’s Hospital ausbilden zu lassen. Zufällig traf er aber in Genf den Gewerkschafter James Henry Thomas, der eine internationale Versammlung von Sozialisten besuchen wollte. Shawcross, der sich bereits in seiner Jugend als Wahlkämpfer für Thomas’ Labour Party betätigt hatte, bot sich ihm als Übersetzer an. Thomas nahm das Angebot an und riet ihm später zu einer Karriere in der Politik, empfahl ihm aber zunächst das Studium der Rechtswissenschaften.
Tatsächlich entschied sich Shawcross für eine Ausbildung zum Barrister, die er als Jahrgangsbester mit Auszeichnung abschloss. Währenddessen unterstützte er Lewis Silkin in dessen Wahlkampf und liebäugelte selbst mit einer Kandidatur für Labour in Birmingham, zog sich aber von diesem Vorhaben aus finanziellen Gründen zurück. 1925 wurde er daher in die Gray’s Inn aufgenommen. Trotz finanzieller Probleme konnte er sich einen Ruf erarbeiten, sodass ihm nur zwei Jahre später Stellen als Dozenten in Oxford und Liverpool angeboten wurden. Shawcross entschied sich für die University of Liverpool und war so dort von 1927 bis 1934 Senior Lecturer in Rechtswissenschaften. Bereits 1927 trat er einer von David Maxwell Fyfe geleiteten Liverpooler Kanzlei bei. Als Anwalt erarbeitete sich Shawcross auch in Liverpool schnell einen guten Ruf. Dabei halfen ihm seine rhetorischen Fertigkeiten und sein Talent im Kreuzverhör. Zu seinen ersten großen Fällen gehörte die Verteidigung der Mineneigentümer nach dem Grubenunglück in der nordwalisischen Gresford Colliery, wo er die Verteidigung unter Richard Stafford Cripps besiegen konnte, und der Mordprozess gegen Buck Ruxton, wo er als Junior-Kronanwalt beteiligt war. 1934 ernannte ihn die University of Liverpool ehrenhalber zum Master of Laws. Als weitere Folge seines Erfolges wurde er 1939 zum Bencher der Gray’s Inn sowie zum Kronanwalt ernannt.
Danach begann der Zweite Weltkrieg. Shawcross stellte sich recht schnell als Reservist auf, war aber zunächst 1939/1940 Vorsitzender des Enemy Aliens Tribunal. Danach begann er seinen Kriegsdienst in der Hoffnung, in der Royal Navy aufsteigen zu können, doch er wurde wegen einer Verletzung an der Wirbelsäule ausgemustert. Dennoch kehrte er nicht zu seinem vormaligen Beruf als Barrister zurück. Noch 1940 nahm er einen Job als Rechtsberater im Zivilschutz an. 1941 wurde er Stellvertretender Vorsitzender des Court of Quarter Sessions von East Sussex, und zugleich Friedensrichter von Sussex. Im selben Jahr wurde er des Weiteren zum Recorder von Salford ernannt. Er war dabei der jüngste Richter jemals, dem diese Ehre zuteilwurde. Ab 1942 war er zusätzlich Regional Commissioner von North West England und ab 1943 darüber hinaus Vorsitzender der Catering Wages Commission. Jene Ämter übte er bis 1945 aus. Im selben Jahr wurde er zog für die Labour Party und dem Wahlkreis von St Helens in Merseyside ins House of Commons ein. Sein Bruder Christopher Shawcross wurde gleichzeitig Parlamentsabgeordneter für Widnes. Hartley Shawcross wurde darüber hinaus zum Officer of the Order of the British Empire ernannt. Diese Ehrung versuchte Shawcross auszuschlagen, was ihm aber verwehrt wurde. Zudem folgte er seinem alten Freund Sir David Maxwell Fyfe als Attorney General des Vereinigten Königreiches nach, und wurde zu diesem Anlass als Knight Bachelor geadelt.
Zur selben Zeit wurde Shawcross als neuer Lord Chief Justice of England and Wales vorgeschlagen, doch er schlug dieses Amt zum einen aus prinzipiellen Gründen und zum anderen wegen seines neu erwachten Interesses an der Politik aus. Als Ersatz schlug er Raynor Goddard vor. Später schlug Shawcross auch Nominierungen zum Master of the Rolls und zum Lordkanzler aus. Dafür nahm er das Angebot an, Hauptdelegierter des Vereinigten Königreiches bei den Vereinten Nationen zu werden. Dieses Amt füllte er bis 1949 aus. Anschließend wurde er bis 1967 ständiger britischer Vertreter am Internationalen Gerichtshof. Als Attorney General wurde er nach dem Weltkrieg zudem britischer Chefankläger bei den Nürnberger Prozessen. Unterstützt wurde er unter anderem von David Maxwell Fyfe. Nach Ende dieses Engagements 1946 wurde er ins Privy Council aufgenommen und zum Recorder von Kingston upon Thames ernannt. 1948 war Shawcross Ankläger im Lynskey-Tribunal, weitere wichtige Fälle jener Zeit waren seine Anklagen gegen William Joyce, Klaus Fuchs und John Haigh. Shawcross gewann alle drei Fälle, wobei er im Haigh-Fall sogar seinen alten Freund Davis Maxwell Fyfe besiegte. In dieser Zeit stand er allerdings regelmäßig mit der Presse auf Kriegsfuß, auch wenn er generell als einer der führenden Politiker und Juristen in Großbritannien galt. Shawcross blieb jedenfalls bis 1951 Attorney General, als er im Kabinett Attlee II für kurze Zeit Handelsminister wurde. Zuvor galt auch eine Ernennung zum Außenminister als möglich.
Labour verlor jedoch die britische Unterhauswahl 1951 und musste in die Opposition gehen. Dadurch verlor Shawcross etwas Interesse an der Politik und wandte sich verstärkt seinem Beruf als Barrister zu. Als solcher verteidigte er unter anderem die Rank Organisation und Bernard Docker, was ihm vom linken Parteiflügel erhebliche Kritik einbrachte. Ab 1952 leitete er für fünf Jahre das General Council of the Bar. 1955 war er darüber hinaus Schatzmeister der Gray’s Inn. 1957 zog er sich aus ersterem Gremium zurück, um eine mögliche Überarbeitung zu verhindern. Danach wurde er zeitweise als möglicher zukünftiger Vorsitzender der Labour Party gehandelt. Auch wenn George Brown und der Trades Union Congress bereits ihre Unterstützung signalisiert hatten, zog er einen Wechsel in die Privatwirtschaft vor. Innerparteilich wurde für sein verstärktes privatwirtschaftliches Engagement stark kritisiert, manche Beobachter gingen sogar davon aus, dass er in Bälde zur Conservative Party überlaufen dürfte. Überraschenderweise ließ sich Shawcross jedoch am 1. April 1958 zum Crown Steward and Bailiff of the Manor of Northstead ernennen und trat damit aus dem britischen Parlament aus. Nur ein Jahr später wurde Shawcross am 14. Februar 1959 als Baron Shawcross, of Friston in the County of Sussex, zum Life Peer erhoben, wodurch er ins House of Lords einzog. Dort trat er nicht der Fraktion der Labour bei, sondern zog es vor, Crossbencher zu werden. Erst in den 1980ern erwog er einen Eintritt in die Fraktion der Social Democratic Party, verzichtete dann aber darauf.
Danach verstärkte er sein Engagement in der Privatwirtschaft. Nichtsdestotrotz war er kurzzeitig Mitglied der Monckton-Kommission. Ab 1960 war er maßgeblich an der Leitung der University of Sussex begleitet, zunächst als stellvertretender Kanzler, dann von 1965 bis 1985 als Kanzler. Zwischenzeitlich leitete er 1961/62 die Royal Commission on the Press. In der Privatwirtschaft war er unter anderem als Berater verschiedenster Unternehmen und als Vorsitzender von Thames Television tätig. Zu den Firmen, die er beriet, gehörten Shell, die EMI Group und Hawker Siddeley sowie The Times. Die meisten dieser Engagements beendete Shawcross 1974, als er zum Vorsitzenden des Press Council ernannt wurde. Ebenfalls 1974 wurde er zum Knight Grand Cross des Order of the British Empire erhoben. Seinen Posten im Press Council hatte er bis 1978 inne. 1995 veröffentlichte er seine Autobiographie.
Shawcross starb am 10. Juli 2003 in Cowbeech in East Sussex im Alter von 101 Jahren.

## Persönliches
Shawcross war dreimal verheiratet. Seine erste Ehefrau beging 1942 Suizid. Nur ein Jahr später heiratete Shawcross erneut, mit seiner zweiten Ehefrau bekam er zwei Söhne und eine Tochter. Auch diese Ehe endete aber durch den vorzeitigen Tod seiner Ehefrau, als diese 1974 vom Pferd fiel. Mit 95 Jahren heiratete Shawcross ein drittes Mal. Diese Heirat wurde zunächst durch seine Kinder verhindert, die ihn gerichtlich für unzurechnungsfähig erklären ließen, ehe das Liebespaar die Heirat nach Gibraltar verlegte, wo die Gerichte zu Shawcross’ Gunsten entschieden.

## Ehrungen
- 1945: Officer des Order of the British Empire[1]
- 1945: Knight Bachelor[1]
- 1946: Aufnahme ins Privy Council[1]
- 1954: Ehrendoktor der University of Bristol[3]
- 1954: Ehrendoktor der Columbia University[3]
- 1959: Ernennung zum Baron Shawcross[1]
- 1959: Ehrendoktor der University of Michigan[3]
- 1965: Ehrendoktor der Lehigh University[3]
- 1966: Ehrendoktor der University of Sussex[3]
- 1968: Ehrendoktor der University of New Brunswick[3]
- 1968: Ehrendoktor der University of Liverpool (Rechtswissenschaften)[3]
- 1968: Ehrendoktor der University of London[3]
- 1969: Ehrendoktor der University of Liverpool (Zivilrecht)[3]
- 1974: Knight Grand Cross des Order of the British Empire[1]
- 1978: Ehrenmitglied des Royal College of Obstetricians and Gynaecologists[2]
- 1980: Ehrenmitglied des Royal College of Surgeons of England[2]

## Publikationen (Auswahl)
- Macht und Chaos. Der Westen hat den Kalten Krieg gewonnen. Aber kann er auch den Frieden in der Welt fördern? in: Die Zeit, 18. November 1994
- Life Sentence. Constable, London 1995, ISBN 0-09-474980-9.